# درایور: سان فرانسیسکو
درایور: سان فرانسیسکو (به انگلیسی: Driver: San Francisco) یک بازی ویدئویی در سبک مسابقه‌ای و اکشن-ماجرایی است که توسط یوبی‌سافت رفلکشنز ساخته شد و به وسیلهٔ یوبی‌سافت در سپتامبر سال ۲۰۱۱ منتشر گردید. این بازی به‌طور رسمی در نمایشگاه رسانه و تجارت ای۳ ۲۰۱۰ رونمایی شد و زمان انتشار آن برای سکو‌های پلی‌استیشن ۳، اکس‌باکس ۳۶۰، وی، اواس ده و مایکروسافت ویندوز سال ۲۰۱۱ اعلام شد.

## روند بازی

جان تنر،شخصیت اصلی داستان بازی

روند این بازی همان روند سری‌های قبلی است که تنر مأموریت‌های متنوعی را در سطح شهر سان‌فرانسیسکو به عهده دارد. ویژگی جدید بازی "شیفت" است که به تنر این امکان را می‌دهد که خود را به ماشین دیگری انتقال دهد و با ماشین جدید مأموریت را ادامه دهد. بازی‌کننده می‌تواند شیفت‌سنج خود را با انجام پاور اسلاید و پرش‌های بزرگ و رانندگی در سطح شهر شارژ کند. ویژگی "شیفت" از گوگل ارث الهام گرفته شده‌است.امکان خارج شدن راننده از ماشین که از نسخهٔ درایور ۲ به بعد در این سری بازی‌ها گنجانده شده بود در این نسخه حذف شده است. برای اولین بار در سری بازی‌های راننده، بازی دارای ۱۲۰ ماشین کاملاً آسیب پذیر و ثبت شده از قبیل آئودی، آلفا رومئو، استون مارتین، داج، شورولت، فورد، پاگانی و بنتلی و لامبورگینی هستند.حالت «کارگردانی فیلم» که در نسخهٔ درایور: خطوط موازی وجود نداشت، در این بازی دوباره حاضر است. بازی با حالت ۶۰ فریم در ثانیه اجرا می‌شود. درایور: سان‌فرانسیسکو دارای یکی از بزرگترین محیط های رانندگی با طول ۳۳۵ کیلومتر می‌باشد که هرچند با اختلاف کمی از شهر نیویورک خطوط موازی کوچک‌تر است.بعضی از محیط‌های شهر سان فرانسیسکو در بازی دوباره ساخته شده‌اند.بازی آنلاین این نسخه نیز با ۹ تفاوت جدید نسبت به نسخه‌های قبلی ارائه شده‌است.

## داستان
این بازی چند ماه بعد از اتفاقات نسخهٔ قبلی (درایور ۳)، روی می‌دهد و به جان سالم به در بردن جان تنر و چارلز جریکو از حادثهٔ استانبول مربوط می‌شود. پیش نمایش بازی جریکو را در حال فرار از پلیس سان فرانسیسکو در کامیون ربوده شدهٔ پلیس نشان می‌دهد، که پس از تصادف رو در رو با تنر منجر به منهدم شدن در پل گلدن گیت می‌شود. بعد از این حادثه تنر در حالت کما به بیمارستان برده شده و بازی با رویاهای تنر در کما آغاز می‌شود.

## روند توسعه

محیط بازی

بازی جدید از سری بازی‌های راننده در سال ۲۰۰۵ به عنوان بازی در دست ساخت در توکیو گیم شو و به واسطهٔ لیست ۱۰۲ بازی در حال ساخت برای کنسول پلی‌استیشن ۳ معرفی شد. یوبی‌سافت نیز بعداً ساخت این بازی را بعد از کسب امتیاز انتشار آن از شرکت آتاری اعلام کرد. در ژوئن ۲۰۰۸ بی‌بی‌سی گزارش از پیگیری ساخت نسخهٔ جدید از سری این بازی‌ها را داد. در ۲۱ آوریل ۲۰۰۹ یوبی‌سافت نام تجاری Driver: The Recruit را ثبت نمود. در ژانویه ۲۰۱۰ ساخت نسخهٔ جدیدی از سری بازی‌های راننده توسط یوبی‌سافت تأیید شد و زمان انتشار آن انتهای ماه مارس ۲۰۱۰ اعلام شد. در ۲۳ آوریل ۲۰۱۰ یوبی‌سافت نام دامنه‌های driversanfranciscogame.com و driversanfrancisco.com و همچنین driversanfran.com، را به ثبت رساند تا نشان دهد عنوان جدید بازی سان فرانسیسکو خواهد بود. در ۲۷ مه میلادی یوبی‌سافت مرحلهٔ جدید ساخت بازی را تأیید کرده و اعلام کرد که همرا با بازی‌های دیگرش آن را در همایش ای۳ ۲۰۱۰ رونمایی خواهد کرد. در ۷ ژوئن ۲۰۱۰ یوبی‌سافت تیزر جدیدی که مشابه مأموریت اول بازی اصلی راننده بود را در سایت خود به همراه روزشمار ای۳ ۲۰۱۰ منتشر کرد. همچنین یوبی‌سافت صفحه جدیدی را برای بازی در فیس بوک ایجاد کرد که بعد از "Like" کردن صفحه به تدریج پیش نمایش‌های جدیدی از بازی نشان داده می‌شد که یکی از آن‌ها تصویر گواهینامه رانندگی "جان تنر" را نشان می‌داد. اعلانات LA Convention Center برای ای۳ حاکی از آن بود که درایور: سان‌فرانسیسکو نام بازی جدید است. یوبی‌سافت در همایش ای۳ ۲۰۱۰ به‌طور رسمی از این بازی رونمایی کرد.

## کامیک
سری‌های کوتاه کمیک بازی بر اساس داستان اصلی بازی توسط وایلداستورم پروداکشنز منتشر شده‌اند. خط مشی اصلی داستان آن مربوط به اتفاقات بعد از درایور ۳ و قبل از سان فرانسیسکو رخ می‌دهد و بیشتر بر روی انتقام شخصی تنر از جریکو تمرکز دارد. سری‌ها کوتاه این کمیک توسط دیوید لاپام نوشته شد و گرگ اسکات نیز آن را پویانمایی کرد. این مجموعه‌ها در اوت ۲۰۱۱ منتشر شد.

## نسخهٔ الحاقی
نسخهٔ الحاقی برای مایکروسافت ویندوز، اکس‌باکس ۳۶۰ و پلی‌استیشن ۳ در دسترس خواهد بود.این بسته داری ماشین‌ها و مأموریت‌های جدید و نقشهٔ سان فرانسیسکو خواهد بود. اطلاعات بعدی متعاقباً منتشر خواهد شد.

## افتخارات

### جوایز
برنده جایزه بهترین بازی رانندگی از Ripten در همایش ای۳ ۲۰۱۰. همچنین نامزد جایزهٔ Kotaku برای بهترین کنترل بازی (Gameplay). 